# 이무영 (소설가)
이무영(李無影, 1908년 1월 14일 ~ 1960년 4월 21일)은 대한민국의 소설가이다.

## 본관과 이름
본관은 경주, 아명은 이용구(李龍九), 본명은 이갑용(李甲龍)이며 충청북도 음성군에서 출생하였다. 필명으로 무영(無影), 탄금대인(彈琴臺人), 이산(李山)을 사용했다.

## 생애

### 초기
1908년 1월 14일 충청북도 음성군 음성읍 오리골에서 태어났고, 1913년 충청북도 중원군(現 충주시) 신니면 용원리를 이사했으며, 1920년 용명학교 졸업 후, 서울로 올라와, 휘문고등보통학교에 입핵했다. 1925년 휘문고등보통학교에 중퇴하여, 일본을 건너와, 도쿄 세이조 중학(成城中学校)에 입학, 고학을 하다가 중퇴하고, 문학시대 편집가였던 소설가인 가토 다케오(일본어: 加藤武雄)의 집에서 숙식을 하며 4년간 소설을 공부한 것으로 알려져 있다. 귀국하여 <의지 없는 영혼> <폐허> 등을 발표하였고, 1932년 동아일보에 <지축을 돌리는 사람들>을 연재하면서부터 작가로서의 지위를 굳혔다.

### 구인회
그의 초기작품은 무정부주의적인 반역의 정열이 주조를 이루었다. 이듬해 이효석·정지용 등과 '구인회'(아홉명의 작가들이 조직한 작가공동체이기 때문에 구인회라고 한다.)의 동인이 되었다. 그 후 시골로 내려가 직접 농사에 종사하며 농촌 냄새가 풍기는 소박한 필치로 농부들의 세계를 유머러스하고도 사실적으로 묘사한 <농민> <흙의 노예> 등을 발표하였다. 일제 강점기 농민문학 개척의 공으로 조선예술상을 받았고, 1956년 <농부전초>로 서울시 문화상을 받았다. 6·25전쟁 때는 종군 작가로 활약하였고, 자유문인협회 부위원장·문총 최고위원을 역임하였다. 그 밖의 작품으로 <세기의 딸> <명일의 포도> <취향> <산가> 등이 있다.
1926년 발표한 장편 《의지할 곳 없는 청춘》이 데뷔작이다. 1929년에는 귀국하여 교사와 《동아일보》 기자로 근무하며 작품 활동을 했다. 1931년에는 극예술연구회에, 1933년 순문학을 추구하는 구인회에 동인으로 참가하였다.

### 친일문학
일제강점기 말기인 1943년 친일 소설 〈토룡〉과 〈향가〉를 발표한 바 있고, 《매일신보》에 〈가련한 처칠의 말로〉(1942) 등 친일 논설을 실은 바 있다. 2002년 발표된 친일 문학인 42인 명단과 2008년 민족문제연구소가 선정한 친일인명사전 수록예정자 명단 문학 부문에 포함되었다. 이때까지 밝혀진 총 친일 작품 수는 소설 두 편, 논설 네 편의 여섯 편이며 친일반민족행위진상규명위원회가 발표한 친일반민족행위 705인 명단에도 포함되었다.
1933년 경기도 군포로 귀농하였고, 이때부터 작품 경향에도 변화가 왔다. 이 시기부터는 농민을 주인공으로 한 소설을 주로 썼기 때문에 한국 농민 문학 또는 농촌 소설의 선구자로 불린다. <제1과 제 1장>이 이 시기에 쓴 소설인데, 수택이 정직한 농부인 아버지에게 농사를 배운다는 이야기에는 이무영 작가가 귀촌하여 농업노동을 한 경험이 고스란히 담겨있다.

### 문학강의
한국 전쟁에 대한민국 해군 정훈장교로 참전한 뒤로는 남녀간 애정을 주로 다룬 소설을 발표하여 또 한번 작풍에 변화가 있었다. 1956년 서울특별시 문화상을 수상했고, 숙명여자대학교와 단국대학교 교수를 역임했다.

### 사망
1960년 4월 21일 뇌일혈로 별세하여, 4월 25일 명동성당에 거행했고, 장지는 창동의 천주교 묘지에 안장하였다.

### 사후
고향인 음성군 설성공원에 문학비가 세워져 있으며, 1994년 그를 추모하는 '무영제'가 제정되었다. 2000년부터 동양일보사 주최로 무영문학상도 시상하고 있다.

## 주요 작품

### 소설
- <향가>

#### 단편
- 〈제1과 제1장〉
- 〈흙의 노예〉

#### 장편
- 《의지할 곳 없는 청춘》
- 《폐허》
- 《먼동이 틀 때》
- 《농민》

#### 희곡
- 《팔각정 있는 집》

## 참고자료
- 충북어린이도청, 자랑스러운 충북인 - 이무영